# (385185) 1993 RO
(385185) 1993 RO, trans-neptunski objekt (plutino). Prvi je plutino otkriven nakon Plutona i njegovog mjeseca Harona. Na osnovu albeda od 0,09 pretpostavlja se da ima promjer od oko 90 km.